# طاقم دراغون التجريبي-2
طاقم دراغون التجريبي-2 (SpaceX Demo-2) بالتعريب(طاقم التنين التجريبي-2) يشار إليها أيضًا باسم برهان مهمة سبيس إكس (SpaceX Demonstration Mission) أو ديمو-2 (Demo-2)  أو قارب أميركا (Launch America) هي أول رحلة تجريبية مُخطط لها ومأهولة بطاقم لمركبة دراغون 2،  تحدد موعد إنطلاقها إلى  محطة الفضاء الدولية في 27 مايو 2020 الساعة 20:33:33 UTC (4:33:33 مساءً بتوقيت شرق الولايات المتحدة). إلا أنه تأجل لظروف الطقس. ديمو-2 هي أول رحلة فضائية مدارية بطاقم تم إطلاقها من الولايات المتحدة منذ مهمة مكوك الفضاء الأخيرة ، STS-135، في عام 2011 ، والتي كان فيها دوغلاس جي. هيرلي الطيار. يقود هيرلي المركبة الفضائية في طاقم دراغون التجريبي-2، وانضم إليه روبرت إل.هنكن قائدًا للعمليات المشتركة. تعد مهمة دراغون التجريبية-2 أيضًا أول رحلة فضائية مدارية لشخصين تنطلق من الولايات المتحدة منذ STS-4 في عام 1982.
إنطلقت المهمة يوم 30 مايو 2020 في 19:22:45 بالتوقيت العالمي الموحد. وبنجاح هذا الإطلاق، أصبحت سبيس إكس أول شركة خاصة تطلق روادًا إلى الفضاء.
التحمت المركبة بمحطة الفضاء الدولية في 31 مايو في الساعة 14:16 بالتوقيت العالمي الموحد. عادت المركبة إلى الأرض هابطة في خليج المكسيك في 2 أغسطس 2020.

## خلفية
بعد STS-135 ، المهمة الأخيرة لبرنامج مكوك الفضاء في عام 2011، لم يعد لدى الإدارة الوطنية الأمريكية للطيران والفضاء أي نظام مركبة فضائية قادر على إرسال البشر إلى الفضاء، حيث استخدمت الصواريخ والصناعات الروسية لإرسال روادها إلى محطة الفضاء الدولية (ISS)، بتكلفة تصل إلى 80 دولارًا مليون رائد فضاء مع سويوز . بدأت وكالة ناسا(الحكومية) العمل مع شركات خاصة مثل سبيس إكس (شركة خاصة أمريكية تختص بصناعات هندسة الطيران والفضاء الجوي والرحلات الفضائية )كبديل، والذي من المتوقع أن يكلفها إرسال روادها لمحطة الفضاء الدولية أقل من 50 ٪ من تكلفة الرحلات التي تطلقها مع سويوز وذلك بمجرد أن يكون برنامج الطاقم التجاري قيد التشغيل. حتى الإطلاق ، منحت وكالة ناسا ما مجموعه 3.1 دولارًا مليار لتطوير صاروخ دارغون (التنين). من المتوقع أن تكون مهمة Demo-2 آخر اختبار رئيسي لـ سبيس إكس قبل أن تصادق عليه وكالة ناسا للرحلات الفضائية المنتظمة. قبل ذلك ، أرسلت سبيس إكس عشرين مهمة شحن إلى محطة الفضاء الدولية ، ولكنها لم تكن طاقمًا مطلقًا. بخلاف سبيس إكس ، تعمل بوينغ (شركة أمريكية تشتهر بصناعة الطائرات)أيضًا على الطيران الفضائي المداري تحت نفس جهود ناسا.

## طاقم
تم الإعلان عن دوغلاس جي. هيرلي وروبرت بهنكن كطاقم أساسي في 3 أغسطس 2018. رائدي الفضاء هم من قدامى الرواد في برنامج مكوك الفضاء، ورحلة ديمو-2 هي الرحلة الثالثة إلى الفضاء لكليهما.
| الرتبة                 | رائد فضاء                               | رائد فضاء                               |
| ---------------------- | --------------------------------------- | --------------------------------------- |
| قائد مركبة فضائية      | دوغلاس جي. هيرلي, ناسا ثالث رحلة فضائية | دوغلاس جي. هيرلي, ناسا ثالث رحلة فضائية |
| قائد العمليات المشتركة | روبرت ل. بنكن, ناسا ثالث رحلة فضائية    | روبرت ل. بنكن, ناسا ثالث رحلة فضائية    |

| الرتبة                 | رائد فضاء                               | رائد فضاء                               |
| ---------------------- | --------------------------------------- | --------------------------------------- |
| قائد مركبة فضائية      | مايكل إس هوبكنز, ناسا ثاني رحلة فضائية  | مايكل إس هوبكنز, ناسا ثاني رحلة فضائية  |
| قائد العمليات المشتركة | فيكتور جيه. غلوفر, ناسا أول رحلة فضائية | فيكتور جيه. غلوفر, ناسا أول رحلة فضائية |

## المهمة
كانت مهمة طاقم دراغون الجريبي-2(طاقم التنين التجريبي-2 )تهدف إلى إكمال التحقق من عمليات رحلات الفضاء الطاقم باستخدام أجهزة سبيس إكس. في حالة نجاحها ، ستسمح رحلة العرض التوضيحي باعتماد تصنيف الإنسان لمركبة الفضاء طاقم دراجون ، وصاروخ فالكون 9 ، ونظام نقل الطاقم ، ولوحة الإطلاق ، وقدرات سبيس إكس. تتضمن المهمة اختبار رائد الفضاء لقدرات طاقم دراغون على المدار. تم إطلاق كبسولة طاقم دراغون فوق صاروخ فالكون 9 (الصقر) من مجمع إطلاق مركز كينيدي الفضائي 39A في 30 مايو 2020 ، ورست في محول التزاوج المضغوط على وحدة الانسجام من ISS في 31 مايو 2020. كان هذا أول إطلاق أمريكي لطاقم كبسولة فضائية منذ مشروع أبولو-سويوز التجريبي . و كانت أول مهمة تطلقها الولايات المتحدة لتسليم طاقم البعثة إلى محطة الفضاء الدولية منذ إس تي إس-128 ، والتي شهدت رحلة مكوك الفضاء ديسكفري تطير نيكول ستوت إلى محطة الفضاء الدولية في أغسطس 2009. هبطت المرحلة الأولى من الداعم بشكل مستقل على البارجة العائمة بالطبع بالطبع ما زلت أحبك ، والتي تم وضعها مسبقًا في المحيط الأطلسي . تم التحكم في عمليات الإرساء وإلغاء الإرساء بشكل مستقل من قبل طاقم دراغون، ولكن تم مراقبتها من قبل طاقم الرحلة في حالة أصبح التدخل اليدوي ضروريًا.   سيعمل دوجلاس هيرلي وروبرت بهنكن جنبًا إلى جنب مع طاقم إكسبيديشن 63 لمدة 30 إلى 90 يومًا ، مما يعني أن هبوط المركبة الفضائية سيحدث في موعد لا يتجاوز 28 أغسطس 2020. خلال فترة وجودهم على متن الطائرة ، من المتوقع أن يجري بهنكن سيرًا في الفضاء مع رائد الفضاء الأمريكي كريس كاسيدي لاستبدال البطاريات التي جلبتها مركبة شحن يابانية . تم رصيف مركبة البضائع HTV-9 في 25 مايو 2020 ، تحمل المجموعة النهائية من ست بطاريات أيونات الليثيوم لتحل محل بطاريات النيكل والهيدروجين القديمة.

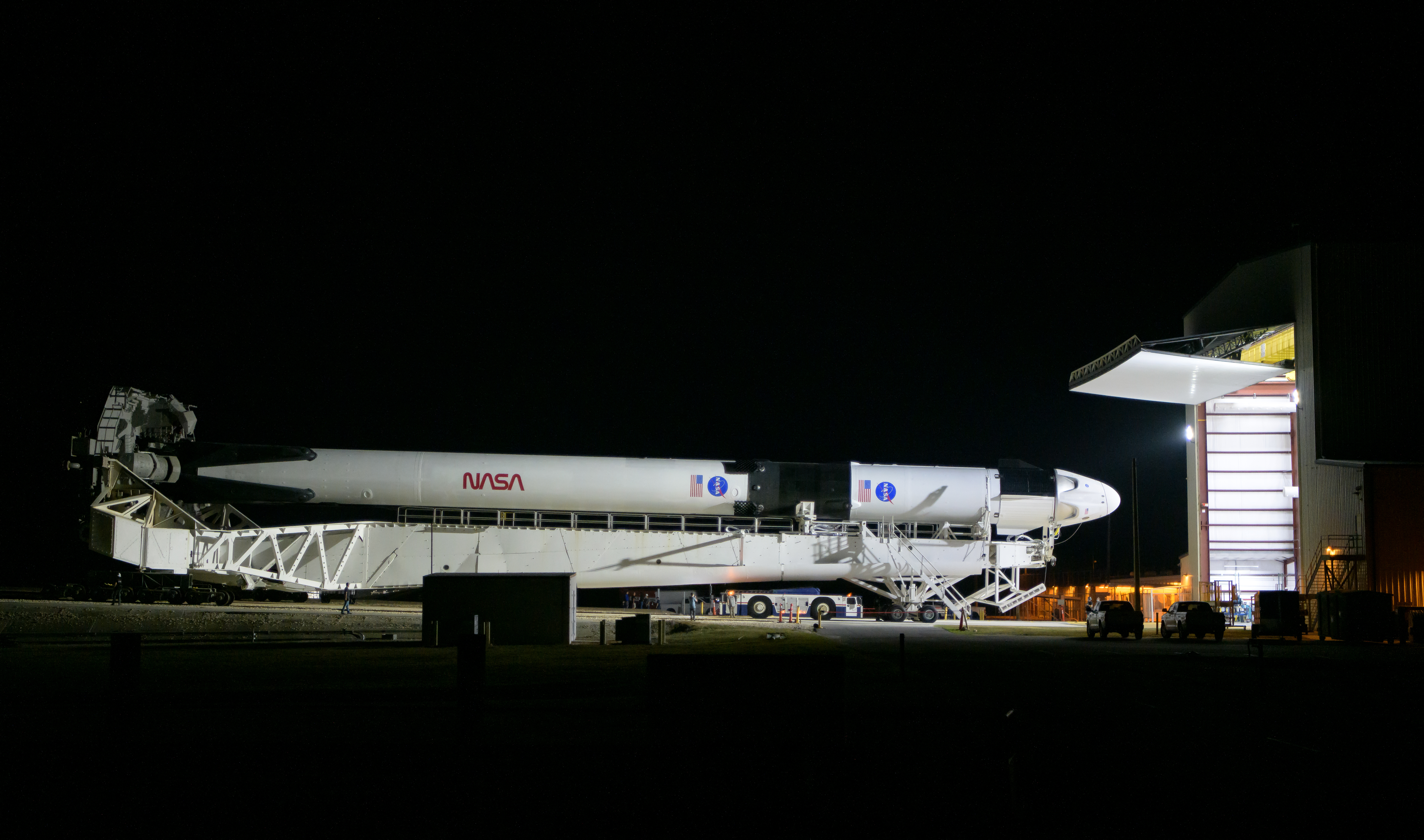
صاروخ فالكون 9 الذي استعمل في المهمة.

## روابط خارجية
- Live transmission of launch on تلفزيون ناسا